# Martin Aigner
Martin Aigner (Linz, 28 de febrero de 1942-11 de octubre de 2023) fue un matemático austríaco, profesor en la Universidad Libre de Berlín desde 1974, cuyos intereses fueron la matemática combinatoria y la teoría de gráficas.

## Biografía
Obtuvo su doctorado en la Universidad de Viena y es el autor del libro Proofs from THE BOOK que recopila las pruebas consideradas más elegantes en diversas ramas de las matemáticas, mismo que fue traducido a doce idiomas.
En 1996 obtuvo el premio Lester R. Ford por su artículo expositivo sobre el Teorema de Turán.

## Algunas obras
- Combinatorial Theory. Reimpreso 1997: ISBN 3540617876, 1979: ISBN 3-540-90376-3

con Günter M. Ziegler) Proofs from THE BOOK
- Springer, Berlín, 1998, ISBN 3-540-63698-6
- en alemán: Das BUCH der Beweise, 2nd edition: 2003, ISBN 3540401857
- A Course in Enumeration, 2007, ISBN 3540390324
- Discrete Mathematics, 2007, ISBN 0821841513
- Alles Mathematik: Von Pythagoras zum CD-player,  por Martin Aigner, Ehrhard Behrends, 2008, ISBN 3834804169
- Combinatorial search. Teubner, Stuttgart 1988, ISBN 3-519-02109-9
- Graphentheorie. Eine Entwicklung aus dem 4-Farben-Problem. Teubner, Stuttgart 1984, ISBN 3-519-02068-8

Diskrete Mathematik. Mit über 500 Übungsaufgaben
- Vieweg, Braunschweig/Wiesbaden 1993, ISBN 3-528-07268-7
- edición corregida 2006, ISBN 3-8348-0084-8